# Heather O'Rourke
Pour les articles homonymes, voir O'Rourke.
Heather O'Rourke est une actrice américaine, née le 27 décembre 1975 à San Diego (Californie), et morte le 1er février 1988 à San Diego. Elle est surtout connue pour son rôle principal dans la trilogie cinématographique Poltergeist.

## Biographie
Elle nait Heather Michele O'Rourke le samedi 27 décembre 1975 à Santee, près de San Diego (Californie). Elle et sa sœur Tammy, âgée de quatre ans de plus qu'elle, entament d'abord toutes deux une carrière de mini-miss, multipliant les concours et les galas (sur scène, elles ont un numéro dans lequel Heather chante et Tammy danse), remportant même, en 1978, un concours local.

### Poltergeist
Heather est découverte durant l'été 1980 par Steven Spielberg alors qu'elle déjeune aux studios MGM seule pendant que sa mère Kathleen est partie accompagner sa sœur Tammy passer un casting pour un rôle de danseuse dans le film Tout l'or du ciel. Spielberg, qui prépare alors le film E.T., cherche également un enfant pour tenir le rôle de Carol-Anne Freeling dans sa future production, Poltergeist (rôle prévu, au départ, pour sa filleule Drew Barrymore, amie d'Heather, et qui sera finalement révélée en tant que Gertie dans E.T.). Il approche Heather pour lui demander si elle avait de l'expérience dans le monde du cinéma, mais celle-ci répond qu'elle n'a pas le droit de parler aux étrangers. Il pensait au départ qu'elle serait trop jeune pour interpréter le personnage, mais après un entretien et un « test de hurlements », il lui attribue le rôle. Avant Poltergeist, elle avait joué dans différentes publicités, entre autres pour McDonald's et Mattel ou encore la chaîne de restauration rapide Long John Silver's, ainsi que dans un épisode de la série télévisée L'Île fantastique. Malgré leur très proche amitié, Drew et Heather n'ont jamais travaillé ensemble.
Entre le divorce de ses parents (1981) et le remariage de sa mère (1984), Heather, sa maman, et sa sœur habitèrent dans un grand parc à caravanes à Anaheim.
Poltergeist sort en septembre 1982, et la phrase d'Heather,« They're here! » (« Ils sont ici ! »), entre dans la culture générale américaine (en clin d'œil[pas clair] à Poltergeist, elle prononce encore cette phrase dans l'épisode La Femme en blanc de la série télévisée Matt Houston, où elle joue le rôle de Sunny Kimball). Son succès dans Poltergeist lui ouvre les portes de la télévision (même si, en 1981, elle avait déjà joué dans un épisode de L'Île fantastique) et en 1982–1983, elle apparaît régulièrement dans la série Happy Days, dans le rôle d'Heather Pfister, la fille de la petite amie de Fonzie.

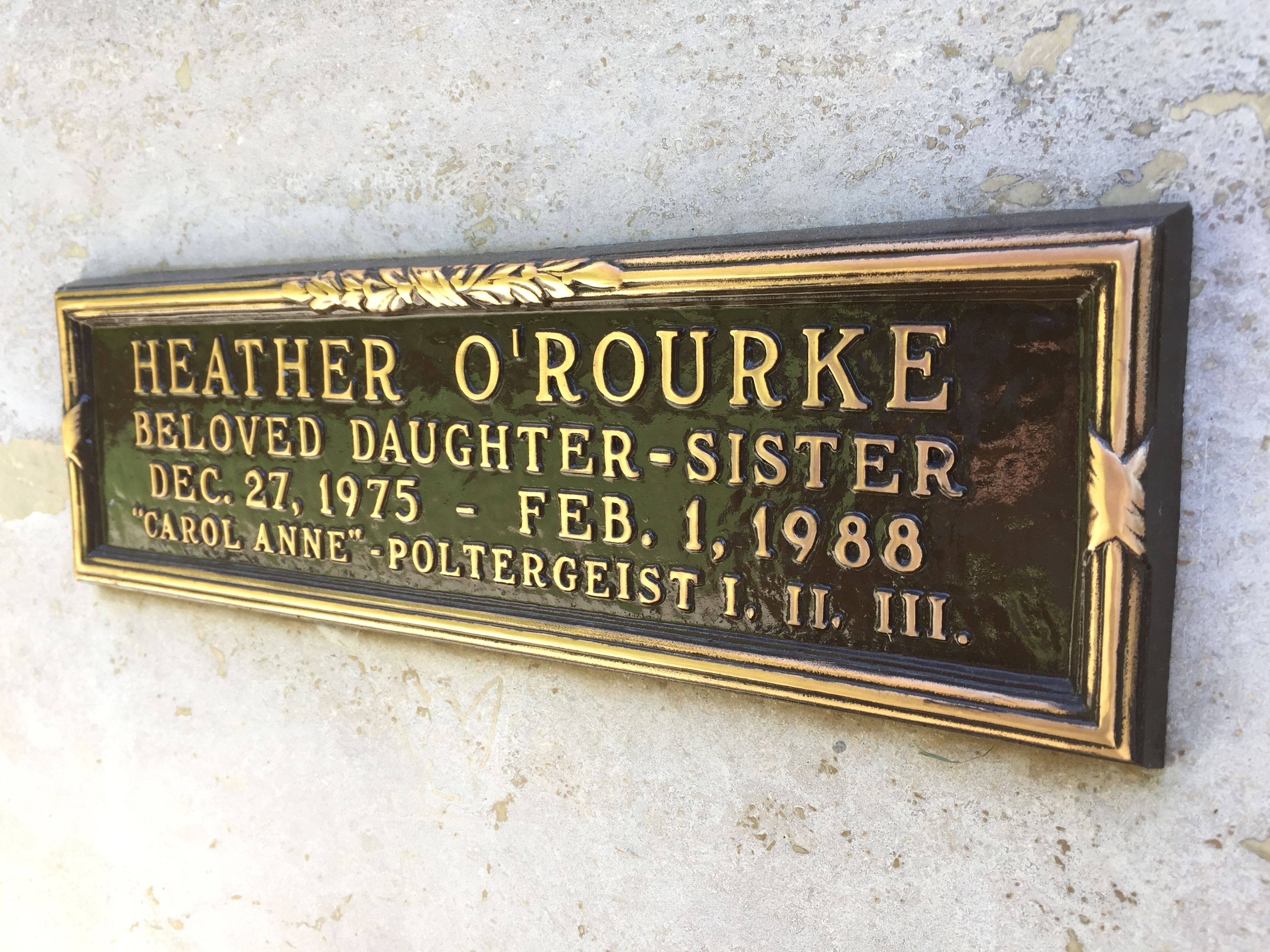
Plaque sur la tombe d'Heather O'Rourke au Westwood Village Memorial Park Cemetery (Los Angeles).

Alors qu'elle fut souvent nommée aux Young Artist Awards dans la catégorie Meilleure Jeune Actrice (y compris à titre posthume pour Poltergeist 3), Heather n'en gagna qu'un seul, début 1985, pour le rôle de Melanie dans 3 épisodes de la série Webster, pourtant diffusés deux ans plus tôt, en 1983.
En 1986 sort Poltergeist 2 ; une fois encore, Heather y interprète Carol-Anne Freeling. Sur le tournage, elle suit de très près le réalisateur britannique Brian Gibson car elle souhaite, plus tard, rajouter une corde à son arc en devenant également réalisatrice et productrice. Ultérieurement, elle avouera que ce film est celui de la saga qu'elle aime le moins car elle y trouve sa propre prestation médiocre.
Cette même année, elle intègre le casting d'une nouvelle sitcom, Here To Stay, produite par Arthur L. Annecharico (Rocky Road, Airwolf II...), dans le rôle d'Erica, et figure même au générique de la série dès l'épisode-pilote (une première dans sa carrière). Malheureusement, pour d'obscures raisons, la série sera annulée et même l'épisode-pilote ne sera jamais diffusé,.

### Maladie
Début 1987, elle tombe malade et les médecins diagnostiquent la maladie de Crohn. Elle doit subir un lourd traitement médical durant le tournage de Poltergeist 3 à Chicago. Elle termine le tournage avant de rentrer en Californie, apparemment remise et heureuse de s'être fait de nouveaux amis parmi la nouvelle équipe de tournage. Peu de temps après le tournage du film, elle explique, lors d'une interview, être effectivement tombée gravement malade pendant le tournage, précisant qu'à l'hôpital, la grippe lui avait d'abord été diagnostiquée avant une deuxième hypothèse : une infection après avoir bu de l'eau de source à même le ruisseau lors d'un séjour à la montagne.
Pendant l'été 1987, son nouveau beau-père, routier, l'emmène avec sa mère et Tammy faire un tour complet du pays dans son camion (elle en profite pour assister au Superbowl). Elle rentre de ce voyage en pensant que sa maladie n'est plus qu'un lointain et mauvais souvenir.
Mais le matin du lundi 1er février 1988, à la suite d'un malaise cardiaque, on lui diagnostique une sténose intestinale liée à sa maladie de Crohn. D'abord transportée en ambulance (elle tombe dans le coma pendant le trajet) dans un hôpital de San Diego, elle est ensuite héliportée vers un autre hôpital de la même ville mieux équipé en chirurgie pédiatrique d'urgence, le Rady Children Hospital of San Diego. Sur place, les médecins assurent sa mère qu'Heather est dans un état critique mais stable, et lui révèlent également que le diagnostic de maladie de Crohn effectué environ un an auparavant était une erreur. Mais sur la table d'opération, son cœur cesse brusquement de battre. Les médecins essayent de la réanimer mais elle meurt à 14 h 43 d'un choc septique, l'obstruction ayant entraîné une infection mortelle. Ses derniers mots, prononcés dans l'ambulance juste avant le coma, ont été « Maman je t'aime ». Quelques mois après le décès de sa fille, en mai 88, Kathleen O'Rourke engagea un avocat et fit un procès aux médecins du Kaiser Permanente de San Diego qui avaient diagnostiqué par erreur la maladie de Crohn à Heather.
On peut voir à la fin de Poltergeist 3 que ce n'est pas Heather O'Rourke dans les bras de Nancy Allen mais une autre jeune fille car Heather était morte avant de jouer la dernière scène du film. Toutefois, sur YouTube, on peut visionner la fin dite alternative du film, avec Heather : c'était la fin prévue à l'origine, avant que la production du film, trouvant cette fin trop pessimiste, ne décide de la faire totalement modifier.
À sa mort, l'une des premières vedettes interrogées par la télé pour lui rendre un hommage à chaud fut Henry Winkler, Heather ayant joué la fille de la petite amie de Fonzie pendant toute l'avant-dernière saison d'Happy Days. Il fut d'ailleurs parmi les porteurs de son cercueil.
Heather est enterrée le vendredi 5 février 1988 au Westwood Village Memorial Park Cemetery de Los Angeles, où sa tombe se situe à quelques pas de celle de Dominique Dunne, sa partenaire dans le film Poltergeist, étranglée par son ancien conjoint à l'automne 1982, quelques semaines après la sortie du film, à l'âge de 22 ans. Poltergeist 3, sorti le 10 juin 1988, est dédié à sa mémoire.
Le 21 janvier 2022 est prévue la sortie d'un documentaire biographique (co-produit par Tammy O'Rourke) intitulé Heather O'Rourke ; She Was Here.

## Filmographie
Cinéma
- 1982 : Poltergeist : Carol Anne Freeling.
- 1986 : Poltergeist 2 (Poltergeist II: The Other Side) : Carol Anne Freeling.
- 1988 : Poltergeist 3 : Carol Anne Freeling (sorti à titre posthume et dédié à sa mémoire).

Télévision
- 1981 : L'Île fantastique (Fantasy Island) (série télévisée) : Liza Blake âgée de 5 ans (épisode L'Artiste et la Dame/L'Amour d'une mère).
- 1982-1983 : Happy Days (série télévisée) : Heather Pfister (épisodes L'Inconnue, Fonzie contre Hélène, Fonzie bon citoyen, Fonzie se fiance, La Dispute, Le Retour de Lorraine, La Réconciliation, Un amour difficile, Fonzie a les nerfs, Permission refusée, Fonzie joue au papa, et La Séparation).
- 1982 : Massarati and the Brain (en) (téléfilm) : Skye Henry.
- 1983 : CHiPs (série télévisée) : Lindsey (épisode Fou Rire).
- 1983 : Matt Houston (série télévisée) : Sunny Kimball (épisode La Femme en blanc).
- 1983 : Webster (en) (série télévisée) : Melanie (épisodes Catherine's Swan Song, Second Time Around, et Travis).
- 1983 : Believe you can...and you can ! (téléfilm) : Heather.
- 1984 : Find 1983er of Lost Loves (en) (série télévisée) : Jillian Marsh (épisode Yesterday's Child).
- 1985 : Surviving: A Family in Crisis (en) (téléfilm) : Sarah Brogan.
- 1986 : Around The Bend (téléfilm) : la fille.
- 1986 : Here To Stay (série télévisée) : Erica (épisode-pilote jamais diffusé).
- 1986 : Our House (série télévisée) : Dana (épisode A Point of View).
- 1986-1987 : Still the Beaver (en) (série télévisée) : Heather (épisodes Bad Poetry et Material Girl).
- 1987 : Rocky Road (en) (série télévisée) : Natasha (épisode  Moscow on the Boardwalk).